# بتمن و آقای فریز: زیر صفر
بتمن و آقای فریز: زیر صفر (انگلیسی: Batman & Mr. Freeze: SubZero) فیلمی در ژانر علمی–تخیلی و اکشن است که در سال ۱۹۹۸ منتشر شد.

## خلاصه داستان
وقتی «مرد یخی» که ناامیدانه تلاش می‌کند همسر در حال مرگ خود را نجات دهد، «باربارا گوردن» را برای اهدای عضو می‌رباید، «بتمن» و «رابین» باید پیش از انجام عمل او را متوقف سازند…

## بازیگران
- کوین کانروی
- مایکل آنسارا
- لورن لستر
- ماری کی برگمن
- باب هیستینگز
- دین جونز
- افرم زیمبالیست جونیور
- جرج دزوندزا
- مریلو هنر